# Brontoscorpio anglicus
Il brontoscorpio (Brontoscorpio anglicus) è uno scorpione estinto, vissuto nel Siluriano. I suoi resti sono stati rinvenuti in Inghilterra.

## Uno scorpione acquatico lungo un metro
Le dimensioni di questo scorpione erano eccezionali: raggiungeva un metro di lunghezza ed era uno dei più importanti predatori del suo periodo, dal momento che gli artropodi erano tra i più grandi animali del Siluriano. Al contrario degli odierni scorpioni, il brontoscorpio possedeva occhi composti di grosse dimensioni e, soprattutto, passava la maggior parte del suo tempo in acqua. L'esoscheletro dell'animale, infatti, non era in grado di sopportare il suo grande peso sulla terraferma se non per brevi periodi.
Tuttavia, dal momento che molti scorpioni paleozoici furono in grado di effettuare il passaggio dall'ambiente acquatico a quello terrestre (ad esempio Palaeophonus nuncius, del Siluriano), si presume che anche il brontoscorpio fosse in grado di muoversi sulla terraferma. Forse queste prime “escursioni” si resero necessarie per sfuggire a predatori ancora più grandi, come gli euripteridi (impropriamente noti come “scorpioni di mare”). In ogni caso, il brontoscorpio predava piccoli animali acquatici come i trilobiti, gli osteostraci, gli eterostraci e gli acantodi, che venivano stretti nelle sue chele e colpiti con il grande pungiglione velenifero posto all'estremità della coda.
Gli scorpioni giganti sopravvissero per molti milioni di anni, almeno fino al Carbonifero (ad es. Pulmonoscorpius).